# Tormento di sant'Antonio (Savoldo)
Il Tormento di sant'Antonio è un dipinto a olio su tavola (70,53x119,38 cm) di Giovanni Gerolamo Savoldo, databile al 1521-1525 circa e conservato nella Timken Art Gallery di San Diego.

## Descrizione e stile
Il dipinto, destinato originariamente a uno studiolo privato, è un evidente omaggio agli "stregozzi" di Hieronymus Bosch, del quale si conoscevano alcuni esempi a Venezia nelle collezioni del cardinal Grimani. Savoldo in particolare dovette ispirarsi al Trittico degli eremiti, dal quale riprese il motivo del tormento del santo che rifugge pregando verso sinistra, mentre a destra incombono una roccia popolata di demoni e una rappresentazione infernale con un incendio e con un labirinto con tanto di gironi.
L'opera, che è forse da relazionare con la Tentazione di san Girolamo dello stesso artista al Museo Pushkin, è un'importante testimonianza del gusto nell'area veneta nei primi decenni del Cinquecento, aperto agli stimoli più diversi e originali.
Nel dipinto spicca soprattutto il contrasto tra le due metà, quella destra dominata dal placido paesaggio pastorale, quella sinistra, dalla visione notturna e d'incubo. Mentre fugge, il santo con le mani giunte indica un monastero, sia a ricordare il suo ruolo di fondatore del monachesimo, sia per indicare nella vita religiosa lo scampo dalle tentazioni demoniache.